# دانا ستيفنز
دانا ستيفنز (بالإنجليزية: Dana Stevens)‏ هي صحفية وناقدة سينمائية أمريكية، ولدت في 30 يونيو 1966.

## روابط خارجية
- دانا ستيفنز على موقع روتن توميتوز (الإنجليزية)